# NGC 5726
NGC 5726 (другие обозначения — ESO 580-12, MCG -3-37-6, PGC 52563) — галактика в созвездии Весы.
Этот объект входит в число перечисленных в оригинальной редакции «Нового общего каталога».